# Machaneng
Machaneng is een dorp in het district Central in Botswana. De plaats telt 2537 inwoners (2011).